# SN 1992bb
SN 1992bb – supernowa typu Ia odkryta 30 września 1992 roku w galaktyce IRAS21156-0747. W momencie odkrycia miała maksymalną jasność 17,50m.